# Enschedese Boys in het seizoen 1962/63
Het seizoen 1962/1963 was het e jaar in het bestaan van de Enschedese betaaldvoetbalclub Enschedese Boys. De club kwam uit in de Eerste divisie en eindigde daarin op de derde plaats. Tevens deed de club mee aan het toernooi om de KNVB beker, hierin werd in de tweede ronde, na verlenging, verloren van KFC (1–2).

## Wedstrijdstatistieken

### Eerste divisie
|       | DHC   | DWS   | Eindhoven | Elinkwijk | Excelsior | Fortuna | Go Ahead | Limburgia | RBC   | Roda JC | SHS   | Sittardia | Veendam | Velox | VVV   |
| ----- | ----- | ----- | --------- | --------- | --------- | ------- | -------- | --------- | ----- | ------- | ----- | --------- | ------- | ----- | ----- |
| Thuis | 5 – 0 | 2 – 4 | 1 – 1     | 2 – 0     | 0 – 0     | 4 – 2   | 3 – 2    | 0 – 0     | 3 – 2 | 4 – 2   | 3 – 0 | 3 – 1     | 5 – 5   | 7 – 4 | 6 – 0 |
| Uit   | 3 – 3 | 2 – 1 | 4 – 0     | 1 – 1     | 1 – 4     | 1 – 2   | 3 – 0    | 4 – 0     | 3 – 1 | 1 – 3   | 2 – 1 | 3 – 0     | 0 – 2   | 1 – 1 | 3 – 4 |

### KNVB beker
| 2e ronde                                   | Enschedese Boys | 1 – 2 (0 – 0, 1 – 1) Na verlenging | KFC                        |
| 16 december 1962 Plaats: Enschede Heekpark | Abe Lenstra 84' |                                    | 51', 108' Dick Bosschieter |

## Statistieken Enschedese Boys 1962/1963

### Eindstand Enschedese Boys in de Nederlandse Eerste divisie 1962 / 1963
| Stand | Gespeeld | Gewonnen | Gelijk | Verloren | Punten | Doelpunten voor | Doelpunten tegen |
| ----- | -------- | -------- | ------ | -------- | ------ | --------------- | ---------------- |
| 3e    | 30       | 15       | 7      | 8        | 37     | 71              | 55               |

### Topscorers
| #      | Naam              | Goal |
| ------ | ----------------- | ---- |
| 1.     | Henk Leusink      | 22   |
| 2.     | Egbert ter Mors   | 13   |
| 3.     | Koen Weijdijk     | 9    |
| 4.     | Abe Lenstra       | 7    |
| 4.     | Gerrit Nijsink    | 7    |
| 6.     | Herman ter Horst  | 3    |
| 6.     | Hans Roordink     | 3    |
| 6.     | Willem de Vries   | 3    |
| 9.     | Marinus ten Tije  | 2    |
| 10.    | Darius Dhlomo     | 1    |
| 10.    | Bennie van Raalte | 1    |
| Totaal | Totaal            | 71   |

| #      | Naam        | Goal |
| ------ | ----------- | ---- |
| 1.     | Abe Lenstra | 1    |
| Totaal | Totaal      | 1    |

## Voetnoten
DHC ·
DWS ·
Elinkwijk ·
Enschedese Boys ·
Eindhoven ·
Excelsior ·
Fortuna ·
Go Ahead ·
Limburgia ·
RBC ·
Roda JC ·
SHS ·
Sittardia ·
Veendam ·
Velox ·
VVV